# 莫西県
莫西県（ばくさい-けん）は中華人民共和国陝西省にかつて存在した県。現在の咸陽市乾県北西部に相当する。
487年（太和11年）、北魏により好畤県漠谷河西部に莫西県が設置され、武功郡の管轄とされた。574年（建徳3年）に扶風郡に移管されている。598年（開皇18年）、隋朝により好畤県と改称された。607年（大業3年）に廃止となり上宜県に統合された。